# Klášter svatého Jiří (Veliký Novgorod)
Klášter svatého Jiří (rusky Свято-Юрьев монастырь) je pravoslavný mužský klášter u Velikého Novgorodu, někdejší duchovní centrum Novgorodské republiky, jeden z nejstarších klášterů v Rusku. Nachází se asi 5 km od města, na břehu řeky Volchov, poblíž Ilmeňského jezera.
Roku 1992 byl Klášter svatého Jiří zapsán v rámci Historických památek Novgorodu a okolí na seznam světového dědictví UNESCO.

## Historie
Podle tradice byl klášter založen roku 1030 knížetem Jaroslavem I. Moudrým. Ten při křtu přijal jméno Jiří – odtud název kláštera (přijal jméno sv. Jiří). Nejstarší písemný doklad však pochází až z roku 1119.
První klášterní budovy byly dřevěné, stejně jako Chrám svatého Jiří. Ten byl na příkaz knížete Mstislava znovu vystavěn z kamene roku 1119 mistrem Petrem – prvním ruským stavitelem, jehož jméno je písemné doloženo.
Roku 1125 Mstislav usedl na kyjevský trůn. Už jako velkokníže si vzal dceru novgorodského starosty. V roce 1130 daroval svatojiřskému klášteru mnoho pozemků. Při rekonstrukci v 90. letech byl objeven nápis na zdi, který připomínal návštěvu knížete Mstislava a jeho syna Vsevoloda v klášteře.
První písemná zmínka o hradbách pochází z roku 1333.
V 12.–13. století se stal klášter státní klášterem Novgorodské republiky a představený kláštera se stával starostou města. Na konci 15. století patřil novgorodský svatojiřský klášter k nejbohatším církevním vlastníkům.
Po sekularizaci klášterních votčin po roce 1770 ztratil klášter značnou část svých držav a začal pustnout.
Roku 1822 se stal představeným kláštera Fotij, který se těšil přízni cara Alexandra I. Pavloviče, stejně jako hraběnky Anny Orlovy-Česmenské, jedné z nejbohatších statkářek Ruska. Monastýru se tak dostalo značné finanční podpory, která se odrazila v čilých restaurátorských a stavitelských pracích. Během krátké doby byly postaveny: západní křídlo s Chrámem všech svatých, Spasský chrám, východní Orlovské křídlo s celami pro bratří, severní křídlo s Chrámem Povýšení svatého Kříže, jižní křídlo s nemocničním Chrámem hořícího keře. Zvonice byla vystavěna roku 1841 podle projektu architekta Carlo Rossi.
Roku 1921 bylo rozhodnuto o vyvlastnění klášterního majetku. Na podzim 1924 zde ještě fungovalo 8 chrámů, avšak roku 1928 zůstal otevřený pouze jediný – Chrám Povýšení svatého Kříže. V letech 1932–1941 se zde nacházela invalidovna.
Během 2. světové války zde byly ubytovány německé vojenské jednotky i oddíly litevských kolaborantů v řadách Wehrmachtu. Klášterní budovy tím citelně utrpěly.
V poválečném období byly v areálu např. byty, pošta, střední škola a učiliště, muzeum či obchod se smíšeným zbožím.
25. prosince 1991 byl klášterní komplex předán Novgorodské eparchii. Mnišská komunita byla obnovena roku 1995. Od roku 2005 zde funguje duchovní škola.

## Stavby v areálu kláštera
| Název                                           | Český název                         | Postaveno | Obrázek | Poznámky |
| ----------------------------------------------- | ----------------------------------- | --------- | ------- | --- |
| Георгиевский собор                              | Chrám svatého Jiří                  | 1119-1130 |         | Hlavní chrám kláštera, vystavěný na příkaz velkoknížete Mstislava Vladimíroviče. Stavitelem byl mistr Petr, což je první ruský stavitel, jehož jméno se dochovalo. Jsou zde uloženy ostatky řady představitelů kláštera i novgorodských starostů. Původní fresky z 12. století vydržely v chrámu až do počátku 19. století, kdy byly při necitlivé rekonstrukci odstraněny a nahrazeny novými.                                                                    |
| Крестовоздвиженский собор                       | Chrám Povýšení svatého Kříže        | 1823      |         | Chrám se nachází v severovýchodním rohu kláštera. Vystavěn byl roku 1823 na pozůstatcích bezejmenného chrámu (postaven 1761), který vyhořel roku 1810. V dobách SSSR sloužil jako muzeum, zázemí pošty a sklad. Jeho dominantou je pět věží s modrými kupolemi a 208 osmicípými hvězdami. |
| Спасский собор                                  | Spasský chrám                       | 1823-1824 |         | Nachází se na severozápad od Chrámu svatého Jiří, přimykají k němu prostory představeného kláštera. Vystavěn byl na místě vyhořelého (1823) Chrámu Alexandra Něvského, přičemž byl použit i materiál z tohoto svatostánku. Je zde pohřben představený Fotij. |
| Колокольня                                      | Zvonice                             | 1838-1841 |         | Čtyřpatrová, 52 metrů vysoká zvonice, vystavěná podle projektu Carlo Rossi. Vrchní část zvonice má neobvyklou podobu, jako by byla zkrácena. Podle legendy se tak stalo po zásahu cara Mikuláše I., který z projektu vyškrtl střední část plánovaného objektu, aby nepřevyšoval Zvonici Ivana Velikého v Moskevském kremlu. Ve 30. letech 20. století byly všechny zvony roztaveny pro potřeby industrializace, po pádu SSSR byla zvonice postupně znovu osazena. |
| Церковь иконы Божией Матери «Неопалимая Купина» | Chrám ikony Boží Matky "Hořící keř" | 1828      |         | Klášter často trpěl požáry, proto dal představený Fotij roku 1828 zřídit tento chrám zasvěcený ikoně Boží Matky "Nehořící keř", která je v pravoslaví považována za ochranitelku před požáry. Chrám není přístupný zvenčí, vejít se do něj dá pouze přes křídlo s mnišskými celami. Běžně slouží pouze k modlitbám řeholníků, veřejnost sem nemá přístup. |
| Церковь Архангела Михаила                       | Chrám Archanděla Michaela           | 1831      |         | Nachází se v jihovýchodní věži kláštera. Sama věž pochází z roku 1760, chrám zde byl zřízen až roku 1831. Během bojů o Novgorod za 2. světové války byla věž zcela zničena. V 50. letech 20. století byla stavba v hrubých obrysech obnovena, v letech 2010 až 2013 byla usazena replika kopule. Rekonstrukce interiéru zatím neproběhla, ale plánuje se (2016).                                                                                                  |